# Zahutyń

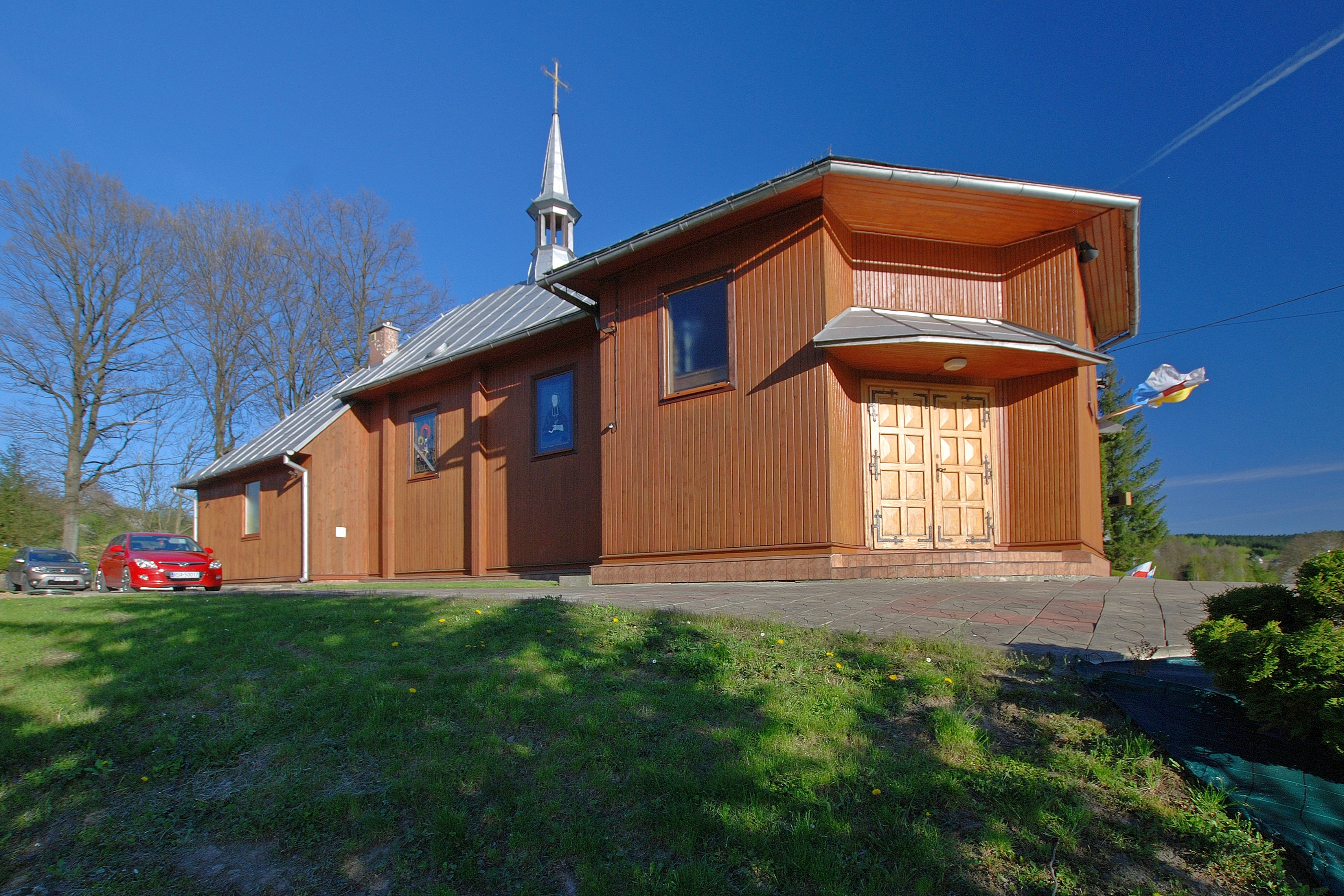
Kościół parafialny

Zahutyń (j. łemkowski Загутинь) – wieś w Polsce położona w województwie podkarpackim, w powiecie sanockim, w gminie Zagórz. Leży na lewym brzegu Sanu.
Między 1 listopada 1972 a 31 stycznia 1977 Zahutyń znajdował się w granicach Sanoka.

## Część wsi
| SIMC    | Nazwa        | Rodzaj    |
| ------- | ------------ | --------- |
| 0362810 | Łany         | część wsi |
| 0362826 | Na Zagrodziu | część wsi |

## Historia
Wieś lokowana na prawie wołoskim. Istniała już przed 1412. Wieś królewska Zahutyn położona na przełomie XVI i XVII wieku w ziemi sanockiej województwa ruskiego, w drugiej połowie XVII wieku należała do starostwa sanockiego.
Zahutyń jest położony wzdłuż strumyka, przed 1939 zwanego miejscowo potokiem lub Brudkiem.
W Zahutyniu w 1804 urodził się Antoni Dobrzański – ksiądz rzymskokatolicki, kapelan powstańców krakowskich.
22 lutego 1846 z Zahutynia, w ramach powstania krakowskiego, miał atakować zaborców w Sanoku Jerzy Bułharyn, dowodzący siłami miejscowymi i słowackimi. Po kilku potyczkach przy dojściu do Zahutynia i nie mając wsparcia, od północy, wycofał się na Węgry.
W połowie XIX wieku posiadłości tabularne Zahutyń stanowiły własność rządową. Według stanu z 1872 właścicielem dóbr tabularnych Zahutyń był Jan Okołowicz (do tego samego roku sprawujący urząd burmistrza Sanoka). W połowie lat 80. XIX wieku właścicielami byli Abisch i Sosia Kaner, około 1890 Abraham Blum (także posiadający tzw. Blumówkę) oraz Abisz i Sosche (Sosie, Zosie) Kanner (posiadający część Zahutynia). Na przełomie XIX/XX wieku właścicielem posiadłości tabularnej w Zahutyniu był Stanisław Nowak
W II Rzeczypospolitej wieś w powiecie sanockim województwa lwowskiego.  W lipcu 1939 w Zahutyniu została poświęcona Szkoła im. Władysława Beliny-Prażmowskiego, która jednocześnie została oddana pod opiekę Związku Beliniaków. 4 listopada 2022 roku odbyło się święto Szkoły i patrona Szkoły im. Władysława Beliny-Prażmowskiego w Zahutyniu.
Według danych z końca lat 30. Zahutyń liczył około 1080 mieszkańców, w tym około 780 Ukraińców wyznania greckokatolickiego, około 100 Rusinów wyznania greckokatolickiego, około 100 Polaków wyznania rzymskokatolickiego oraz około 100 Polaków ochrzczonych w cerkwi. Mieszkańcy zarabiali pracując w miejscowym dworze. Przed 1939 we wsi działały organizacje oświatowe Proswita (ukraińska) i Towarzystwo Szkoły Ludowej (polska).
Podczas II wojny światowej w okresie okupacji niemieckiej wieś została przemianowana na Zakutin.
W 1945 nacjonaliści ukraińscy z OUN-UPA zamordowali tutaj 13 Polaków.
W latach 1972–1977 Zahutyń był w granicach administracyjnych miasta Sanok jako osiedle. W latach 1975–1998 miejscowość administracyjnie należała do województwa krośnieńskiego.
W Zahutyniu znajduje się rzymskokatolicki kościół parafialny pw. Matki Boskiej Królowej Polski. Ten drewniany obiekt wzniesiono w 1945 na miejscu cerkwi zburzonej w 1945. Ponadto istnieje Klasztor Misjonarzy Oblatów Maryi Niepokalanej w Zahutyniu. We wsi znajduje się kapliczka i karczma (obecnie dom nr 162).
Na przełomie XIX/XX wieku w Zahutyniu zamieszkiwała rodzina Szymona Capa, z której pochodził Teodor, który w 1928 wyemigrował do Argentyny, a jego synem był argentyński piłkarz i trener Vladislao (Władysław) Cap. Z Zahutynia pochodził ks. proboszcz Konstanty Polański, członek kapituły AAŁ, której ordynariuszem był Ołeksandr Małynowski.